# Anders Loman (1879–1953)
Anders Olsson-Loman, född 9 oktober 1879 i Rättvik i Dalarna, död 1 februari 1953 i Mora, var en svensk målare, författare och konstkritiker.
Han var son till soldaten och kolaren Olof Loman och dennes hustru Anna. Loman var också far till Anders Loman och Erik Loman samt bror till Jon Loman. Han studerade vid Valands målarskola i Göteborg 1910–1913 och företog studieresor till Paris (1914), Tyskland, Österrike, Italien(1921) och Danmark. Separat ställde han ut i Falun 1934 och på Mässhallen i Stockholm 1939. Han medverkade i samlingsutställningar med Dalarnas konstförening och i utställningen Dalakonstnärer på Liljevalchs konsthall 1936. Hans konst består av porträtt, interiörer och landskapsmålningar, ofta, men inte alltid med snö. Han var även verksam som författare och utgav några diktsamlingar och prosastycken. Delar av Lomans korrespondens finns bevarade, Gerda Boëthius och Erik Hedén förekommer. Loman begravdes i Mora.